# Barzy-en-Thiérache
Barzy-en-Thiérache és un municipi francès situat al departament de l'Aisne i a la regió dels Alts de França. L'any 2007 tenia 294 habitants.

## Demografia

### Població
El 2007 la població de fet de Barzy-en-Thiérache era de 294 persones. Hi havia 120 famílies de les quals 35 eren unipersonals (12 homes vivint sols i 23 dones vivint soles), 35 parelles sense fills, 46 parelles amb fills i 4 famílies monoparentals amb fills.
La població ha evolucionat segons el següent gràfic:
Habitants censats

### Habitatges
El 2007 hi havia 135 habitatges, 121 eren l'habitatge principal de la família, 9 eren segones residències i 5 estaven desocupats. Tots els 135 habitatges eren cases. Dels 121 habitatges principals, 100 estaven ocupats pels seus propietaris, 17 estaven llogats i ocupats pels llogaters i 4 estaven cedits a títol gratuït; 4 tenien dues cambres, 16 en tenien tres, 36 en tenien quatre i 65 en tenien cinc o més. 93 habitatges disposaven pel capbaix d'una plaça de pàrquing. A 58 habitatges hi havia un automòbil i a 47 n'hi havia dos o més.

### Piràmide de població
La piràmide de població per edats i sexe el 2009 era:
| Homes | Edats   | Dones |
| ----- | ------- | ----- |
| 0     | 95 o +  | 0     |
| 0     | 90 a 94 | 0     |
| 0     | 85 a 89 | 0     |
| 4     | 80 a 84 | 8     |
| 8     | 75 a 79 | 12    |
| 4     | 70 a 74 | 12    |
| 12    | 65 a 69 | 4     |
| 8     | 60 a 64 | 12    |
| 4     | 55 a 59 | 4     |
| 12    | 50 a 54 | 16    |
| 0     | 45 a 49 | 0     |
| 12    | 40 a 44 | 0     |
| 12    | 35 a 39 | 20    |
| 8     | 30 a 34 | 8     |
| 12    | 25 a 29 | 20    |
| 12    | 20 a 24 | 0     |
| 4     | 15 a 19 | 12    |
| 4     | 10 a 14 | 12    |
| 8     | 5 a 9   | 12    |
| 20    | 0 a 4   | 0     |

## Economia
El 2007 la població en edat de treballar era de 191 persones, 122 eren actives i 69 eren inactives. De les 122 persones actives 113 estaven ocupades (71 homes i 42 dones) i 10 estaven aturades (4 homes i 6 dones). De les 69 persones inactives 18 estaven jubilades, 17 estaven estudiant i 34 estaven classificades com a «altres inactius».

### Ingressos
El 2009 a Barzy-en-Thiérache hi havia 127 unitats fiscals que integraven 310 persones, la mediana anual d'ingressos fiscals per persona era de 14.595,5 €.

### Activitats econòmiques
L'únic establiment que hi havia el 2007 era d'una empresa de transport.
L'any 2000 a Barzy-en-Thiérache hi havia 14 explotacions agrícoles que ocupaven un total de 414 hectàrees.

## Equipaments sanitaris i escolars
El 2009 hi havia una escola elemental integrada dins d'un grup escolar amb les comunes properes formant una escola dispersa.

## Poblacions més properes
El següent diagrama mostra les poblacions més properes.